# Sais sanctibernardi
Sais sanctibernardi är en fjärilsart som beskrevs av Felix Bryk 1953. Sais sanctibernardi ingår i släktet Sais och familjen praktfjärilar. Inga underarter finns listade.